# Wilhelm Eberhard Capelle
Wilhelm Eberhard Capelle (* 4. März 1785 in Detmold; † 28. August 1822 in Hannover) war ein deutscher Kaufmann und Hof-Materialist.

## Leben
Capelle heiratete in der „Franzosenzeit“ im Kurfürstentum Braunschweig-Lüneburg während der Personalunion zwischen Großbritannien und Hannover Maria Magdalene Burckhardt aus Celle. Das Ehepaar hatte vier Kinder, darunter Marie Emilie Capelle (* 17. August 1817 in Hannover), die später verheiratete Emilie Wüstenfeld, ältere von zwei Schwestern.
Zur Zeit des Königreichs Hannover betrieb Wilhelm Eberhard Capelle eine Gewürz- und Materialwaren-Handlung im Haus Schmiedestraße 31. Der Königlich Großbritannisch-Hannoversche Staats-Kalender auf das Jahr 1821 verzeichnete Capelle in der Liste der „Hof-Krämer und dergleichen“ als Hof-Materialist.
Schon im Folgejahr 1822 starb Capelle und wurde auf dem Gartenfriedhof beigesetzt.
Die Witwe Capelle führte das Unternehmen des Hof-Materialisten gemeinsam mit einem Geschäftsführer weiter unter Einbeziehung ihrer Töchter in alle Haushaltsgeschäfte. Als Mitte Februar 1843 Kronprinz Georg von Hannover die Kronprinzessin Marie von Altenburg in der nunmehrigen Residenzstadt des Königreichs Hannover heiratete, hatte die gutgehende Firma zu den Feierlichkeiten „das Haus des Hofmaterialisten Wilh. Eberh. Capelle“ in der Schmiedestraße 31 vor seiner Fassade eigens ein als Ehrenpforte errichtetes Empfangsgerüst bauen lassen und mit über 700 farbigen Lampions geschmückt, die neben dem Namenszug „G M“ zahlreiche allegorische Attribute zeigten.

## Grabmal auf dem Gartenfriedhof
Das aus einem Sandstein-Block gehauene denkmalgeschützte Grabmal auf dem Gartenfriedhof trägt die Inschriften:

„Hier ruhet die sterbliche Hülle des Weiland Kaufmanns

und Hof-Materialisten in Hannover Wilhelm Eberhard Capelle.

Er ward geboren den 4ten März 1785 verheiratete sich mit

Maria Magdalene geb. Burckhardt den 6ten Nov. 1812 und starb

den 28ten August 1822 innigst betrauert von seiner nachgelassenen

Wittwe und seinen Kindern. Saat von Gott gesäet am Tage

der Garben zu reifen, Wir sehen uns wieder.

Wohl Dir! Ruh in Frieden!

Deinen Lauf hienieden

Hast Du, Guter, wohlgelebt.

Wohl Dir! Ahne leise

Was im stillen Kreise

Du gewirket und gethan.

Aber wir, die Deinen,

Stehn am Grab und weinen:

Dass so früh der Gute schied!

Du, so liebreich und gesellig

Du, zu Wort und That gefällig

Liegst im Sarge nun verblüht!

Thränend schieden wir von binnen

Doch wir kommen oft und sinnen

Ach! ein frohes Wiedersehn!“